# Daniel Mikołajewski
Daniel Mikołajewski (Distrito de Nienburg-Weser, Alemania, 24 de enero de 2006) es un futbolista polaco que juega de delantero en el Zagłębie Lubin de la Ekstraklasa.

## Estadísticas

### Clubes
Actualizado al último partido disputado el 5 de octubre de 2024.
| Club                        | Div.          | Temporada     | Liga  | Liga  | Liga   | Copas nacionales | Copas nacionales | Copas nacionales | Copas internacionales | Copas internacionales | Copas internacionales | Total | Total | Total  |
| Club                        | Div.          | Temporada     | Part. | Goles | Asist. | Part.            | Goles            | Asist.           | Part.                 | Goles                 | Asist.                | Part. | Goles | Asist. |
| --------------------------- | ------------- | ------------- | ----- | ----- | ------ | ---------------- | ---------------- | ---------------- | --------------------- | --------------------- | --------------------- | ----- | ----- | ------ |
| Zagłębie Lubin II · Polonia | 3.ª           | 2024-25       | 1     | 1     | 0      | —                | —                | —                | ―                     | ―                     | ―                     | 1     | 1     | 0      |
| Zagłębie Lubin II · Polonia | Total club    | Total club    | 1     | 1     | 0      | 0                | 0                | 0                | 0                     | 0                     | 0                     | 1     | 1     | 0      |
| Zagłębie Lubin · Polonia    | 1.ª           | 2024-25       | 2     | 0     | 0      | 1                | 0                | 0                | ―                     | ―                     | ―                     | 3     | 0     | 0      |
| Zagłębie Lubin · Polonia    | Total club    | Total club    | 2     | 0     | 0      | 1                | 0                | 0                | 0                     | 0                     | 0                     | 3     | 0     | 0      |
| Total carrera               | Total carrera | Total carrera | 3     | 1     | 0      | 1                | 0                | 0                | 0                     | 0                     | 0                     | 4     | 1     | 0      |